# Jenny of Oldstones
«Jenny of Oldstones» (también llamada «Jenny's Song» y traducida como Jenny de Piedrasviejas o la Canción de Jenny) es una canción compuesta por la banda de rock indie británica Florence and the Machine que formó parte de la banda sonora de la octava y última temporada de la serie de HBO Juego de Tronos, apareciendo en el episodio «A Knight of the Seven Kingdoms». En primera instancia, la canción fue interpretada durante el episodio por el personaje de Podrick Payne, interpretado por el actor escocés Daniel Portman. Posteriormente, durante los créditos finales del episodio, volvía a repetirse, en esta ocasión cantada por Florence Welch. Al día siguiente del estreno del episodio, el 22 de abril de 2019, el grupo lanzó la canción como sencillo.

## Trasfondo y composición
Es la adaptación de una canción mencionada en la saga de novelas de fantasía Canción de hielo y fuego, iniciada en 1996 por George R. R. Martin, y sobre la que se basaba la serie de HBO Juego de Tronos. En la tercera novela de la serie, Tormenta de espadas, un personaje pide que se interprete "la canción de mi Jenny". Apenas una línea de la canción se cita en la propia novela: "En lo alto de los pasillos de los reyes que se han ido, Jenny bailaría con sus fantasmas". En la historia ficticia del mundo de Canción de hielo y fuego, la protagonista es Jenny de Piedrasviejas, una plebeya por la que un príncipe renunció a su herencia para casarse con ella.
La canción fue escrita por Ramin Djawadi, el compositor principal de la serie, así como por los creadores y productores ejecutivos de la misma, D. B. Weiss y David Benioff, que le agregaron las letras a los fragmentos restantes de la canción originalmente planteada por George R. R. Martin. La grabación de Florence and the Machine fue producida por el músico estadounidense Doveman y por la propia Florence Welch. La canción es una balada folklórica con influencias de la música celta. Como agregaron Weiss y Benioff, estos se acercaron a Welch en 2012 para grabar la canción Las lluvias de Castamere, proposición que ella rechazó debido al volumen de trabajo que tenía el grupo en ese momento. En una segunda ocasión, las partes llegaron a un acuerdo y pudieron grabar la canción solicitada.
En el episodio «A Knight of the Seven Kingdoms», la grabación de la canción de Welch se reprodujo en los créditos finales. Sin embargo, la canción se escuchó por primera vez interpretada por Daniel Portman, actor que daba vida a Podrick, quien cantó un verso en una secuencia que se asemejaba a la escena de El Señor de los Anillos: el retorno del Rey, cuando Pippin cantaba The Edge of Night antes de comenzar el ataque a Osgiliath, capitaneado por Faramir, para recuperarla de los orcos. La versión cantada por Portman es simplificada en sus armonías, mientras que la versión de Welch está cerca de como Djawadi la escribió originalmente, con más cambios de acordes.